# Kreis Ceresio
Der Kreis Ceresio bildet zusammen mit den Kreisen Agno, Breno, Capriasca, Lugano Nord, Lugano Ost, Lugano West, Magliasina, Paradiso, Sessa, Taverne und Vezia den Bezirk Lugano des Schweizer Kantons Tessin. Der Sitz des Kreisamtes ist in Melano.

## Gemeinden
Der Kreis setzt sich aus folgenden Gemeinden zusammen:
| Wappen          | Name der Gemeinde | Einwohner (31. Dezember 2023) | Fläche in km² | BFS-Nr |
| --------------- | ----------------- | ----------------------------- | ------------- | ------ |
| Arogno          | Arogno            | 955                           | 8,49          | 5144   |
| Bissone         | Bissone           | 955                           | 1,85          | 5154   |
| Brusino Arsizio | Brusino Arsizio   | 474                           | 4,12          | 5160   |
| Val Mara        | Val Mara          | 3001                          | 11,16         | 5240   |